# Avengers (musikgrupp)
Avengers var en svensk grupp som deltog i den svenska Melodifestivalen 2000 med melodin När filmen är slut. Den slutade på 10:e plats, och testades på Svensktoppen den 29 april år 2000, men missade listan.

## Diskografi

### EP-skivor
| Titel              | Utgivningsår | Källor |
| ------------------ | ------------ | ------ |
| När filmen är slut | 2000         | [ 3 ]  |

### Fotnoter
1. ↑  ”Svensktoppen”. Sveriges Radio. 29 april 2000. https://sverigesradio.se/p4/svetop/2000/000429sv.htm. Läst 24 januari 2008.
2. ↑  ”Svensktoppen”. Sveriges Radio. 6 maj 2000. https://sverigesradio.se/p4/svetop/2000/000506sv.htm. Läst 24 januari 2008.
3. ↑  ”Tillsammans”. Svensk mediedatabas. 26 februari 2000. https://smdb.kb.se/catalog/id/001542756. Läst 15 februari 2020.